# إيلا كروز
إيلا كروز هي ممثلة فلبينية، ولدت في 17 أغسطس 1996 في Angat, Bulacan ‏ في الفلبين.

## وصلات خارجية
- إيلا كروز على موقع IMDb (الإنجليزية)
- إيلا كروز على موقع ألو سيني (الفرنسية)
- إيلا كروز على موقع ميوزك برينز (الإنجليزية)
- إيلا كروز على موقع قاعدة بيانات الفيلم (الإنجليزية)
- إيلا كروز على موقع كينوبويسك (الروسية)